# Sad Café (album)
Sad Café is het vierde studioalbum van Sad Café. Het album is geproduceerd door Eric Stewart van 10cc en de muziek neigt dan ook sterk naar die richting. Vic Emerson zou ook nog (tijdelijk) deel uitmaken van 10cc. Het album is opgenomen in de Strawberry Studio South, ook van 10cc. In 2011 verscheen het album voor het eerst op compact disc, waarbij de originele belettering naar cd-formaat werd omgezet en derhalve onleesbaar werd. Bij de persingen ging iets mis; als track 5 staat vermeld I'm in love again, maar wordt Love today gespeeld; track 9 is andersom. De heruitgave op cd nam deze fout over.
In Engeland kreeg het album een voor de band specifieke nummering mee: SAD4.

## Musici
- Paul Young – zang
- Ashley Mulford – gitaar, zang
- Ian Wilson – gitaar, percussie, zang
- John Stimpson – basgitaar, zang
- Vic Emerson – toetsinstrumenten
- Dave Irving – slagwerk
- Lenni Zaksen – saxofoons

## Muziek
| Nr. | Titel                                            | Duur |
| --- | ------------------------------------------------ | ---- |
| 1.  | La-di-da (Stimson, Young)                        | 5:00 |
| 2.  | Digital daydream blues (Mulford, Emerson, Young) | 4:53 |
| 3.  | What am I gonna do (Wilson)                      | 4:40 |
| 4.  | Keeping it from the troops (Sad Café)            | 6;12 |
| 5.  | I'm in love again (Wilson, Emerson)              | 4;13 |
| 6.  | Losin' you (Mulford)                             | 3:54 |
| 7.  | Dreamin' (Mulford, Stimpson, Emerson, Young)     | 4;13 |
| 8.  | No favours – no way (Stimson, Young)             | 3:57 |
| 9.  | Love today (Sad Café)                            | 4:42 |

## Albumlijst
In Nederland haalde noch het album noch de singles een plaats in de hitlijsten. Het album haalde wel de Britse albumlijst.
| Hitnotering: 25-10-1980 t/m 12-12-1980 | Hitnotering: 25-10-1980 t/m 12-12-1980 | Hitnotering: 25-10-1980 t/m 12-12-1980 | Hitnotering: 25-10-1980 t/m 12-12-1980 | Hitnotering: 25-10-1980 t/m 12-12-1980 | Hitnotering: 25-10-1980 t/m 12-12-1980 | Hitnotering: 25-10-1980 t/m 12-12-1980 |
| Week:                                  | 1                                      | 2                                      | 3                                      | 4                                      | 5                                      |                                        |
| -------------------------------------- | -------------------------------------- | -------------------------------------- | -------------------------------------- | -------------------------------------- | -------------------------------------- | -------------------------------------- |
| Positie:                               | 69                                     | 46                                     | 64                                     | 66                                     | 53                                     | uit                                    |

In de Verenigde Staten haalde het de 160e plaats in de Billboard Album Top 200.
La-di-da haalde als single in zes weken met als hoogste notering plaats 41 in de Britse hitparade (september 1980), gevolgd door I'm in love again met een 40e plaats (december 1980) ook in zes weken.